# Vodruž
Vodruž je naselje u slovenskoj Općini Šentjuru. Vodruž se nalazi u pokrajini Štajerskoj i statističkoj regiji Savinjskoj. 

## Stanovništvo
Prema popisu stanovništva iz 2002. godine naselje je imalo 224 stanovnika.